# Portál občana
Portál občana je jedna ze součástí Portálu veřejné správy, resp. nástupce původního Portálu veřejné správy. Portál je postaven na opensource platformě.
K Portálu občana se může občan přihlásit pomocí datové schránky, elektronického občanského průkaz a NIA portálu. Aby přihlášení pomocí elektronického občanského průkazu mohl občan využít, musí disponovat čtečkou čipových karet. Pokud se občan přihlásí pomocí elektronického občanského průkazu a nemá-li současně zřízenou datovou schránku, nejsou pro něj některé funkce přístupné.
Služby přístupné pouze pro občany s datovou schránkou:
- možnost archivace datových zpráv až do objemu 500 MB,
- klient pro práci s jedno nebo několika datovými schránkami,
- snazší způsob žádání o výpisy z rejstříků veřejné správy.[2]

Služby přístupné i pro občany bez datové schránky:
- úložiště dokumentů,
- ePortál ČSSZ, kdy je u žádostí možné vybrat si způsob doručení přes datovou schránku, poštou nebo formou osobního vyzvednutí.[2]

## Historie
První verze Portálu občana, tehdy ještě jako Portál veřejné správy, vznikla podle zákona č. 365/2000 Sb., o informačních systémech veřejné správy, ale rozšířen o více funkcí byl až se začátkem vydávání elektronických občanských průkazů. Inspirací pro vzhled Portálu občana byl britský portál gov.uk.
Spuštění nového Portálu občana bylo naplánováno na 8. července 2018. V první fázi po jeho spuštění bylo na Portále občana k dispozici 37 funkcí. Mezi tyto služby byly ale započítány i služby, které nebyly poskytovány přímo Portálem občana, jako ePortál ČSSZ a eRecepty, a bylo možné je využít nezávisle na Portálu občana. Funkce „Žádost o poskytnutí údajů třetí osobě“ z původního Portálu veřejné správy na Portálu občana nabízena není.
Po spuštění Portálu občana v nočních hodinách 8. července 2018 tento ještě nepřesměrovával http://obcan.portal.gov.cz na https://obcan.portal.gov.cz. Také v něm byla bezpečnostní chyba spojená s přihlašováním, kvůli které pokud někdo bez odhlášení zavřel okno prohlížeče a někdo jiný na stejném počítači otevřel stránky Portálu občana, byl přihlášen jako předcházející uživatel, který okno prohlížeče bez odhlášení zavřel. Tato chyba ale byla do 13. července 2018 odstraněna.
K doméně Portálu občana byl pro ověření vystaven pouze doménový (DV) certifikát.
V červnu 2019 začal Portál občana umožňovat zobrazování informací pro řidiče, jako jsou údaje o spáchaných přestupcích a stavu bodového konta, datum platnosti řidičského průkazu a číslo průkazu profesní způsobilosti řidiče s vyznačenou způsobilostí a datem její platnosti.
V dubnu 2024 byla spuštěna aplikace Portál občana pro mobilní telefony. Po jednom měsíci od spuštění ji využívalo na 150 tisíc občanů.

## Kontroverze a kritika
Na rozdíl od původního Portálu veřejné správy Portál občana nenabízí možnost trvalých odkazů na konkrétní texty zákonů, portál občana s texty zákonů již nepočítá. Protože původní trvalé odkazy vrací stavový kód 200 OK, není snadné automaticky detekovat, že původní informace z odkazu již není dostupná.